# Cecidoxenus nigrocyaneus
Cecidoxenus nigrocyaneus är en stekelart som beskrevs av William Harris Ashmead 1904. Cecidoxenus nigrocyaneus ingår i släktet Cecidoxenus och familjen puppglanssteklar. Inga underarter finns listade.